# Miyamoto Musashi (filme)
Miyamoto Musashi é um filme de aventura japonês de 1954 dirigido e escrito por Hiroshi Inagaki, baseado no romance de Hideji Hōjō. Venceu o Oscar de melhor filme estrangeiro na edição de 1955, representando o Japão.

## Elenco
- Toshiro Mifune - Miyamoto Musashi
- Rentarō Mikuni - Honiden Matahachi
- Kuroemon Onoe - Takuan (Takuan Sōhō)
- Kaoru Yachigusa as Otsu
- Mariko Okada - Akemi
- Mitsuko Mito - Oko
- Eiko Miyoshi - Osugi
- Akihiko Hirata - Seijuro Yoshioka
- Kusuo Abe - Temma Tsujikaze
- Eitaro Ozawa - Terumasa Ikeda
- Akira Tani - Kawarano-Gonroku